# Parc national Canaima
Pour les articles homonymes, voir Canaima.
Le parc national Canaima (en espagnol : Parque Nacional Canaima) est un parc national situé dans le plateau des Guyanes, au Venezuela dans l'État de Bolívar, municipio de Gran Sabana.
Il a été créé le 12 juin 1962, et inscrit au patrimoine mondial par l'UNESCO en 1994.

## Géographie

### Topographie
La parc s'étend sur 30 000 km2 (surface équivalente à celle de la Belgique), jusqu'à la frontière du Brésil et du Guyana. Il est le 2ème plus vaste parc national du Venezuela.
Près de 65 % de sa superficie est occupée par des plateaux rocheux appelés tepuys. Ceux-ci constituent un écosystème tout à fait unique au monde. La composition géologique de ces tepuys présente également un grand intérêt scientifique. Leurs rebords escarpés et leurs chutes d'eau forment des paysages uniques.
C'est dans ce parc que l'on peut voir le fameux Salto Ángel, la chute d'eau la plus élevée du monde (979 m).
Ce parc contient aussi de grandes cavités naturelles pseudokarstiques creusées dans le grès et le quartzite.

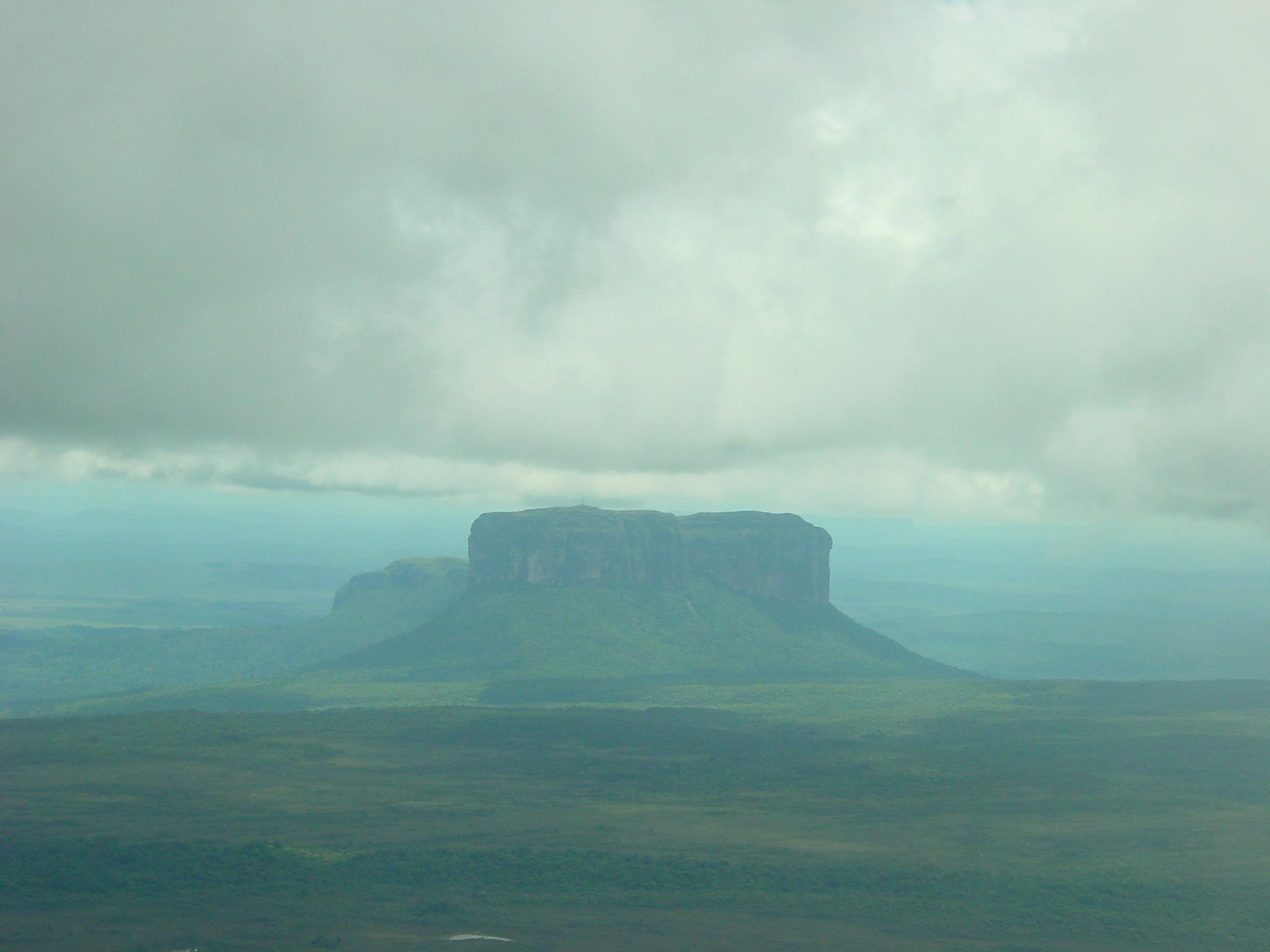
Un tepuy vu de loin
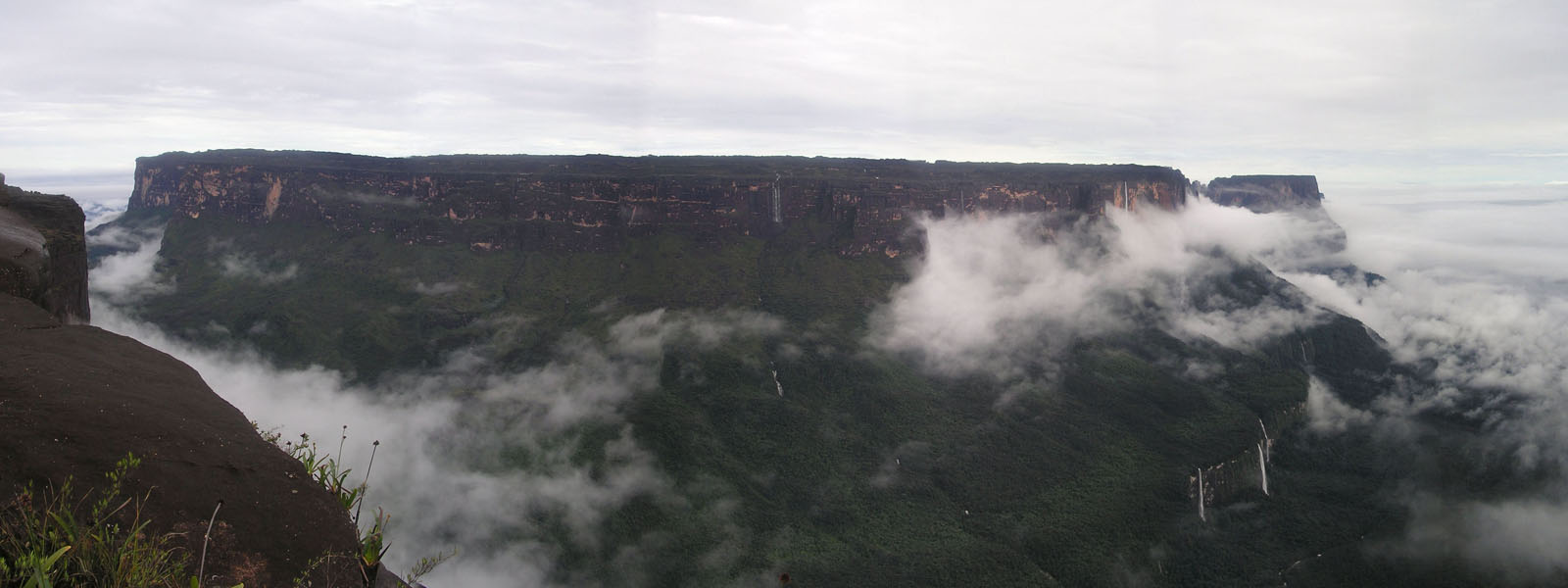
Vue du tepuy Kukenan depuis le sommet du mont Roraima
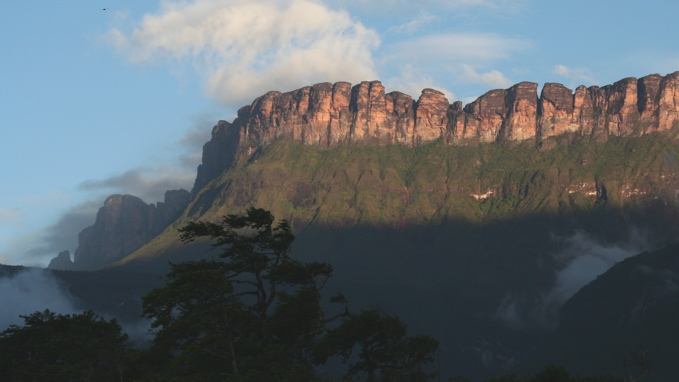
L'Auyan Tepuy
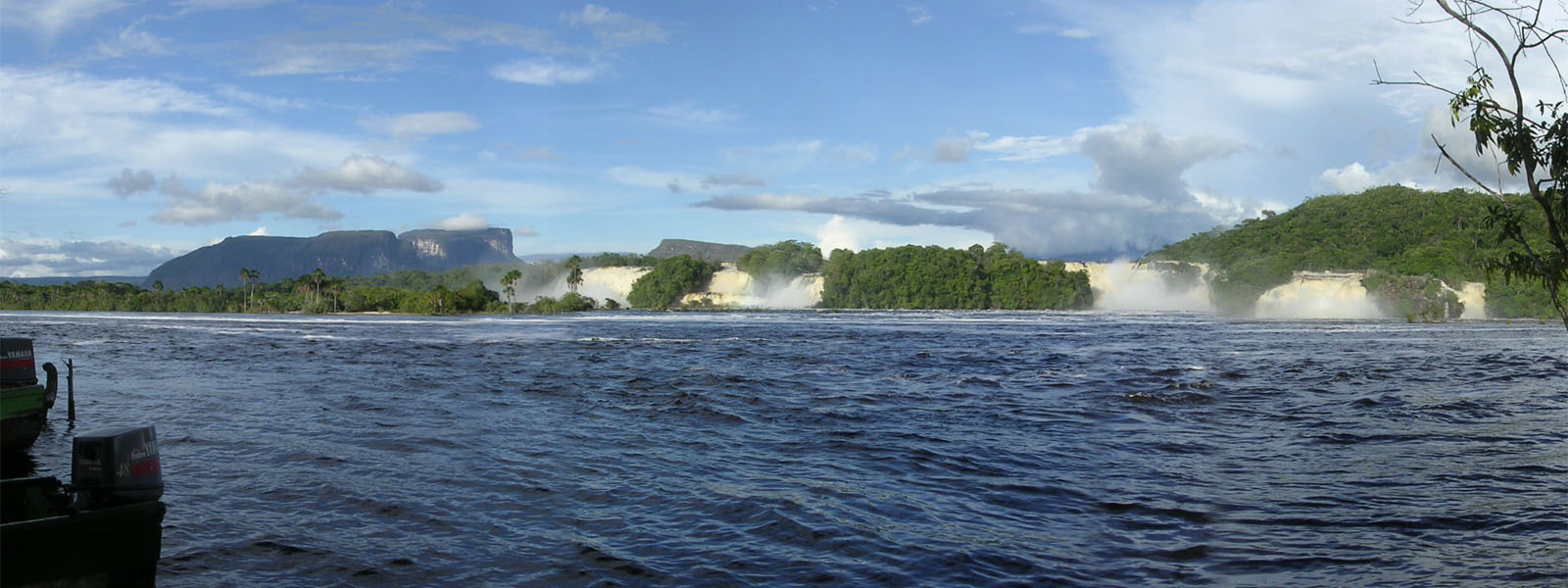
Le lac Canaima

### Faune et flore
La principale formation végétale du parc est la Gran Sabana.
Parmi les espèces notables de la faune : 
- Tatou géant (Priodontes maximus)
- Loutre géante (Pteronura brasiliensis)
- Grand tamanoir (Myrmecophaga tridactyla)
- Puma (Puma concolor)
- Jaguar (Panthera onca)
- Paresseux à deux doigts (Choloepus didactylus)
- Saki à face blanche (Pithecia pithecia)
- Opossum (Marmosa tyleriana)
- Harpie féroce (Harpia harpyja)
- Ara noble (Diopsittaca nobilis)
- Grenouille venimeuse Dendrobate (Dendrobates leucomelas)
- Iguane vert (Iguana iguana)
- Toucans (Ramphastidae)
- Maître de la brousse (Lachesis muta)
- Acouchi vert (Myoprocta pratti)
- Chien des buissons (Speothos venaticus)

## Tourisme
En 1993, le parc national de Canaima recevait environ 100 000 touristes chaque année, dont 90 % visitaient ses plateaux. Seuls quelques-uns de ses tepuys sont accessibles aux visiteurs, notamment Roraima et Auyán. Angel Falls est également un lieu touristique populaire, où les visiteurs peuvent faire du canoë dans la vaste forêt tropicale du parc. 

## Dans la culture populaire
Le site a, au moins partiellement, servi de lieu de tournage aux longs-métrages suivants :
- 1990 : Arachnophobie de Frank Marshall[7]
- 1994 : Un Indien dans la ville de Hervé Palud
- 1996 : Le Jaguar de Francis Veber
- 1997 : Un Indien à New York de John Pasquin
- 1998 : Au-delà de nos rêves de Vincent Ward
- 2000 : Dinosaure (mélange animation et prises de vues réelles)
- 2007 : 99 francs de Jan Kounen (scènes finales)[8]
- 2015 : Point Break d'Ericson Core

Il a également servi d'inspiration au film d'animation Là-haut en 2009.